# Andrographis beddomei
Andrographis beddomei är en akantusväxtart som beskrevs av C. B. Cl.. Andrographis beddomei ingår i släktet Andrographis och familjen akantusväxter. Inga underarter finns listade i Catalogue of Life.